# Старобілка
Старобі́лка (каз. Старобелка) — село у складі району імені Габіта Мусрепова Північноказахстанської області Казахстану. Входить до складу Бірліцького сільського округу.
Населення — 202 особи (2021; 277 у 2009, 490 у 1999, 384 у 1989).
Національний склад станом на 1989 рік:
- росіяни — 44 %
- українці — 21 %.